# Шефилд
Шефилд (енгл. Sheffield) је град у Уједињеном Краљевству у Енглеској у грофовији Јоркшир. Име је добио по реци Шиф (Sheaf) која протиче кроз град. Са неким јужним предграђима припојеним од Дарбишира, град је израстао из својих углавном индустријских корена у једну ширу економску основу. Према процени из 2019. године у граду је живело 584.853 становника и један је од осам највећих енглеских регионалних градова који чине групу Кључних градова. Шефилд је други највећи град у регији Јоркшир и Хумбер, и треће енглеско градско насеље по броју становника.
Град лежи у источном подножју Пенинске планине, у долини Дон и њених притока Локсли, Портер Брук, Ривелин и Шиф.Зелене површине чине 61% подручја Шефилда, а трећина града лежи у Националном парку Пик дистрикт. Више је од 200 паркова, шума и вртова у граду, те око 4,5 милиона стабала па Шефилд има већи удео стабала по глави становника од било којег европског града.
Град се нагло проширио у доба индустријске револуције, док данас има ширу економску базу. Град се прославио у 19. веку по производњи челика. У овом граду су први пут примењене иновације, попут производње нерђајућег челика. Шефилд је добио статус града 1893. Међународна конкуренција је довела до кризе градске индустрије током 1970-их и 1980-их. Данас се привреда града оријентише на савремене технологије.
У 21. веку дошло је до великог преуређења у Шефилду, заједно са другим британским градовима. Шефилдова бруто додата вредност (БДВ) порасла је за 60% од 1997. године, а износила је 11,3 милијарде фунти у 2015. Економија је имала стални раст у просеку око 5% годишње, већи од раста у ширем региону Јоркшира и Хумбера
Град има дуго спортско наслеђе и дом је најстаријег фудбалског клуба на свету ФК Шефилда. Утакмице између два професионална клуба, Шефилд јунајтеда и Шефилд венздеја, познате су као Дерби челичног града. Град је такође домаћин Светског првенства у снукеру и Шефилд Стилерса, првога британска професионална хокејашка тима.

## Историја
Сматра се да је подручје које сада заузимао град Шефилд насељено барем од касног горњег палеолита, пре око 12,800 година. Најранији докази о људском деловању у области Шефилда пронађени су у кањону  Кресвел Крагс источно од града. У гвозденом добу то подручје је постало најјужнија територија пенининског племена под називом Бриганти. Сматра се да је ово племе изградило неколико утврда у Шефилду и око њега.
Након одласка Римљана, област Шефилда можда је била јужни део британског краљевства Елмет, а реке Шиф и Дон су део границе између овог краљевства и краљевства Мерција. Постепено, англијски досељеници притиснули су се западно од краљевства Деира. О бритонском присуству у области Шефилда сведоче два насеља звана Велс и Велсвуд близу Шефилда. Насеља која су расла и спојала се да формирају Шефилд, су међутим, из друге половине првог миленијума и имају англосаксонско и данелагског порекло.  У англосаксонским временима, област Шефилда је прешла границу између краљевстава Мерције и Нортамбрије. Англосаксонски анали тврде да је предаја Енреда од Нортамбријт, Егберту из Весекса у засеоку Доре (сада предграђе Шефилда) 829. године, кључни догађај уједињења енглеског краљевства под Кућом Весекса.
Након Норманског освајања Енглеске, замак Шефилд је изграђен ради заштите локалних насеља, а развио се и мали град који је језгро модерног града.
 До 1296. године основано је пијаца на месту које се данас назива Касл сквер, а Шефилд је након тога прерастао у мали трговачки град. У 14. веку, Шефилд је већ примећен по производњи ножева, као што је споменуто у књизи Џефрија Чосера  „Кентерберијске приче“, а почетком 1600-их постао је главни центар производње прибора за јело у Енглеској ван Лондона, који је надгледала Компанија прибора за јело у Халамширу. Од 1570. до 1584. године, Мари, краљица Шкота, била је затворена у дворцу Шефилд и имању Шефилд.
Током 1740-их откривен је облик челичног процеса који је омогућавао производњу челика бољег квалитета него што је то раније било могуће. Отприлике у истом периоду развијена је техника за спајање танког плоче сребра на бакарниу полугу да би се добио сребрни премаз, који је постао широко познат као Шефилд плоча. Ове иновације покренуле су раст Шефилда као индустријског града, али губитак неких важних извозних тржишта довео је до рецесије крајем 18. и почетком 19. века. Лоши услови резултирали су епидемијом колере у којој су 1832. године погинуле 402 особе Становништво града нагло је расло током 19. века, повећавајући се са 60.095 у 1801. на 451.195 до 1901. године. Железница Шефилд и Ротерам изграђена је 1838. године, повезујући два града. Град је основан као општина 1842. године, а статус града добио је 1893. године. Прилив људи довео је и до потражње за бољом водоснабдевањем, а на периферији града је изграђен низ нових резервоара.
Рушење бране на једном од ових резервоара 1864. године резултирало је Великом шефилдском поплавом, у којој је погинуло 270 људи, а девастирани су велики делови града. Раст популације довео је до изградње многих станова, који су заједно са загађењем из фабрика, инспирисали  Џорџа Орвела да 1937. године напише: "Претпостављам да би Шефилд с правом могли назвати најружнијим градом у Старом свету".
Велика депресија погодила је град 1930-их, али како су међународне тензије расле и Други светски рат је постао неминован, Шефилдове фабрике челика биле су спремне да раде на производњи оружја и муниције за потребе рата . Као резултат тога, град је постао мета бомбардовања, од којих су се најтеже догодиле ноћи 12. и 15. децембра 1940. године, данас познате као Шефиелд Блиц. Град је био заштићен баражним балонима којима управљао РАФ Нортон . Више од 660 живота је изгубљено, а многе зграде уништене.
Педесетих и шездесетих година прошлог века многе од градских страћара су срушене и замењени стамбеним комплексима као што су станови на Парк Хилу. Велики делови центра града такође су очишћени како би се начинио нови систем путева. Повећана аутоматизација и конкуренција из иностранства довели су до затварања многих челичана. Током 1980-их десио се најгори пад шефилдске индустрије, заједно са индустријом многих других области Велике Британије. Зграда Медоухол шопинг центра која је направљена  на месту некадашње челичане 1990. године, створила је преко потребна радна места, али је и убрзавала пропадање центра града. Покушаји обнављања града започели су 1991. године, када је град био домаћин Универзијаде , и када је почела изградња нових спортских објеката као што су Шефилд Арена, Дон Вали стадион и спортског комплекса Пондс Форџ.
Шефилд се брзо мења јер нови пројекти обнављају неке од запуштених делова града. Један од таквих, Пројект Срце града, покренуо је низ јавних радова у центру града: Баште мира обновљене су 1998. године, Миленијумске галерије отворене су у априлу 2001, Зимске баште  у мају 2003. године, а јавност простор за повезивање ове две области, Миленијумски трг, отворен је у мају 2006. године. Додатни догађаји укључују преуређивање Трга Шеф , испред обновљене железничке станице. На тргу се налази скулптура „The Cutting Edge“,  коју је дизајнирао Si Applied Ltd и која је направљена  од шефилдског челика.
Шефилд је био посебно тешко погођен током поплава у Великој Британији 2007. и током „Великог смрзавања“ 2010. године. Многе значајне зграде као што су Медоухол и Шефилд венздеј биле су поплавиле  због близине река које теку кроз град. У 2010. години идентификовано је 5.000 објеката у Шефилду којима  прети опасност од поплава. У 2012. години град је избегао још једну поплаву, упркос опсежном раду Агенције за животну средину на чишћењу локалних речних канала после поплава из 2007. године. Године 2014. Градски одбор Шефилда одобрио је планове за даље смањивање могућности поплава усвајањем планова за повећање водостаја на притокама реке Дон.
Од 2012. године воде се спорови између градског одбора и становника око судбине 36.000 стабала дрвећа са  аутопутева, при чему је 4.000 посечено као део плана за одржавање градских улица. Међутим, постоје планови за одржавање аутопута како би се засадила сва посечена стабла у граду, укључујући и она која су  давно посечена а нова нису  засађена.

## Управа
Шефилдом, на локалном нивоу,  управља Градски одбор Шефилда. Састоји се од 84 одборника изабраних за заступање 28 градских изборних јединица: три одборника по јединици. Након локалних избора 2016. године, расподела мандата у одборима је лабуристи 56, либерални демократи 20, Зелена странка 4 и УКИП 4. Град такође има лорда градоначелника, иако је то сада само церемонијална позиција, у прошлости је имала знатан ауторитет, извршна овлашћења за финансије и послове градског одбора.
Већи део своје историје Одбор је контролисала Лабуристичка странка, и били су познати по својим левичарским симпатијама. Током 1980-их, када је градски одбор Шефилда водио Дејвид Бланкет, подручје је добило епитет "Социјалистичка република Јужни Јоркшир". Међутим, либерални демократи контролисали су Одбор између 1999. и 2001. године, и поново преузели контролу од 2008. до 2011. године.
Већином објеката у власништву Одбора управљају независни добротворни фондови. Шефилд  Интернашнал Венјус управља многим градским спортским и забавним садржајима, укључујући Шефилд Арену и Енглески институт за спорт.  Музеји Шефилда и Фонд шефилдских индустријских музеја брину се о галеријама и музејима у власништву Одбора.
Град даје пет чланова парламента у Доњи дом, а  шестог члана парламента за Пенистон и Стоксбриџ који представљају  Шефилд и и Барнсли. Бивши потпредседник владе Ник Клег био је посланик из Шефилда и представљао је Шефилд Халам.

## Географија
Шефилд се налази на 53° 23′ N 1° 28′ W / 53.383° С; 1.467° З. Смештен је непосредно поред Ротерама, од ког га је делом раздвојио аутопут М1. Иако градско насењње Барнсли такође граничи са Шефилдом на северу, сам град је удаљен неколико километара. Јужну и западну границу град дели са Дарбиширом. У првој половини 20. века Шефилд је проширио своје границе јужно до Дарбишира анексирајући низ села, међу којима су Тотли, Доре и подручје које је данас познато као Мосбороу Тауншип. Непосредно западно од града налазе се национални парк Пик дистрикт и планински крај Пенин, док низије Јужног Јоркшир Колфилда леже на истоку.
Шефилд је географски разнолик град. Лежи у источном подножју Пенинских планина, гнезди се у природном амфитеатру направљеном од неколико брда и ушћа пет река: Дон, Шиф, Ривелин, Локсли и Потер. Као такав, велики део града је изграђен на падинама са погледом на средиште града или према природи. Улица Блејк, у области поштанских бројева С6, трећа је најстрмија стамбена улица у Енглеској, са нагибом од 16.6°. Најнижа тачка града налази се на само 29 метара надморске висине у близини ливада Блакбурн, док су неки делови града на више од 500 метара. Највиша тачка износи 548 метара код Хај Стонса, близу брда Марџери. Међутим, 79% стамбеног простора у граду налази се између 100 и 200 метара надморске висине.
Процењен да има око 4,5 милиона стабала, Шефилд има више стабала по особи него било који други град у Европи, а Градско одбор Шефилда тврди да је најзеленији град у Енглеској. Тврдња је ојачана када је победио на такмичењу  Entente Florale 2005. године. Са више од 250 паркова, шума и вртова, има преко 170 шума (покривају 28,3 km²), 78 јавних паркова (покривају 18,3 km²) и 10 јавних вртова. Када додамо 134,7 km² националног парка и 10,9 km² водених површина, то значи да је 61% града зеленило. Упркос томе, око 64% домаћинстава из Шефилда живи даље од 300 метара од најближег зеленог простора, мада је приступ бољи у мање имућним четвртима широм града. Шефилд такође има веома широку разноликост станишта, у поређењу са било којим градом у Великој Британији: урбаним,  шумовитим, пољопривредним и обрадивим земљиштем, мочварама, ливадама и стаништима са слатком водом. Постоји шест области у граду које су означене као места од посебног научног интереса.
Садашње границе града постављене су 1974. године (уз благу модификацију 1994), када је бивши округ Шефилд спојен са урбаним округом Стоксбриџ и два округа из руралног округа Вортли.  Ово подручје обухвата значајан део села који окружује главну урбану регију. Отприлике трећина Шефилда налази се у националном парку Пик дистрикт. Ниједан други енглески град није имао делове националног парка унутар своје границе, до стварања дела националног парка Саут Даунс у марту 2010. године унутар Брајтона и Хоува.

### Клима
Као и у остатку Уједињеног Краљевства, клима у Шефилду је углавном умерена. Пенинске планине западно од града могу створити хладно, тмурно и влажно окружење, али пружају и заклон од преовлађујућих западних ветрова, бацајући „кишну сенку“ на читаво подручје. Између 1971. и 2000. године у Шефилду је просечно падало 824,7 милиметара кише годишње. Децембар је био најкишовитији месец са 91,9 милиметара, а јул најсушнији са 51,0 милиметара. Јули је такође био најтоплији месец, са просечном максималном температуром од 20,8 °C . Највиша температура икад забележена у граду Шефилду била је 35,6 °C , 25. јула 2019. године. Средња минимална температура у јануару и фебруару била је 1,6 °C, иако најниже температуре забележене у овим месецима могу бити између -10 и -15 °C, мада од 1960. године температура никада није пала испод -9,2 °C,  сугеришући да урбанизација око места Вестон Парк током друге половине 20. века можда спречила пад температура испод -10 °C.
Најнижа температура која је забележена последњих година била је -8,2 °C. (Напомена: Званична статистика метеоролошке станице Вестон Парк, која се такође може видети у Централној библиотеци Шефилда, има температуру од -8,7 °C , забележену 20. децембра, и наводи да је то најнижа децембарска температура од 1981) Најнижа температура икад забележена у граду Шефилду у Вестон Парку од 1882. године од када се бележе подаци, била је  -14.6 °C , регистрована у фебруару 1895. Најнижа дневна максимална температура у граду од када се бележи је -5,6 °C, такође забележена у фебруару 1895. Недавно је забележен −4,4 °C  као најнижи дневни  максимум у Вестон Парку , 20. децембра 2010. године (из статистике метеоролошке станице Вестон Парк, која се такође може видети у Централној библиотеци Шефилд.) У просеку, током зимских месеци од децембра до марта, прође 67 дана током којих се догађа приземни мраз.
| Клима Sheffield Cdl, elevation: 131 m (430 ft), 1981–2010 normals, extremes 1960–present | Клима Sheffield Cdl, elevation: 131 m (430 ft), 1981–2010 normals, extremes 1960–present | Клима Sheffield Cdl, elevation: 131 m (430 ft), 1981–2010 normals, extremes 1960–present | Клима Sheffield Cdl, elevation: 131 m (430 ft), 1981–2010 normals, extremes 1960–present | Клима Sheffield Cdl, elevation: 131 m (430 ft), 1981–2010 normals, extremes 1960–present | Клима Sheffield Cdl, elevation: 131 m (430 ft), 1981–2010 normals, extremes 1960–present | Клима Sheffield Cdl, elevation: 131 m (430 ft), 1981–2010 normals, extremes 1960–present | Клима Sheffield Cdl, elevation: 131 m (430 ft), 1981–2010 normals, extremes 1960–present | Клима Sheffield Cdl, elevation: 131 m (430 ft), 1981–2010 normals, extremes 1960–present | Клима Sheffield Cdl, elevation: 131 m (430 ft), 1981–2010 normals, extremes 1960–present | Клима Sheffield Cdl, elevation: 131 m (430 ft), 1981–2010 normals, extremes 1960–present | Клима Sheffield Cdl, elevation: 131 m (430 ft), 1981–2010 normals, extremes 1960–present | Клима Sheffield Cdl, elevation: 131 m (430 ft), 1981–2010 normals, extremes 1960–present | Клима Sheffield Cdl, elevation: 131 m (430 ft), 1981–2010 normals, extremes 1960–present |
| Показатељ \ Месец                                                                        | .Јан.                                                                                    | .Феб.                                                                                    | .Мар.                                                                                    | .Апр.                                                                                    | .Мај.                                                                                    | .Јун.                                                                                    | .Јул.                                                                                    | .Авг.                                                                                    | .Сеп.                                                                                    | .Окт.                                                                                    | .Нов.                                                                                    | .Дец.                                                                                    | .Год.                                                                                    |
| ---------------------------------------------------------------------------------------- | ---------------------------------------------------------------------------------------- | ---------------------------------------------------------------------------------------- | ---------------------------------------------------------------------------------------- | ---------------------------------------------------------------------------------------- | ---------------------------------------------------------------------------------------- | ---------------------------------------------------------------------------------------- | ---------------------------------------------------------------------------------------- | ---------------------------------------------------------------------------------------- | ---------------------------------------------------------------------------------------- | ---------------------------------------------------------------------------------------- | ---------------------------------------------------------------------------------------- | ---------------------------------------------------------------------------------------- | ---------------------------------------------------------------------------------------- |
| Апсолутни максимум, °C (°F)                                                              | 14,9 (58,8)                                                                              | 18,2 (64,8)                                                                              | 23,3 (73,9)                                                                              | 26,4 (79,5)                                                                              | 28,2 (82,8)                                                                              | 30,7 (87,3)                                                                              | 35,6 (96,1)                                                                              | 34,3 (93,7)                                                                              | 28,4 (83,1)                                                                              | 25,7 (78,3)                                                                              | 17,6 (63,7)                                                                              | 17,6 (63,7)                                                                              | 35,6 (96,1)                                                                              |
| Максимум, °C (°F)                                                                        | 6,8 (44,2)                                                                               | 7,1 (44,8)                                                                               | 9,8 (49,6)                                                                               | 12,5 (54,5)                                                                              | 16,1 (61)                                                                                | 18,8 (65,8)                                                                              | 21,1 (70)                                                                                | 20,6 (69,1)                                                                              | 17,7 (63,9)                                                                              | 13,5 (56,3)                                                                              | 9,5 (49,1)                                                                               | 6,9 (44,4)                                                                               | 13,4 (56,1)                                                                              |
| Просек, °C (°F)                                                                          | 4,4 (39,9)                                                                               | 4,4 (39,9)                                                                               | 6,6 (43,9)                                                                               | 8,7 (47,7)                                                                               | 11,8 (53,2)                                                                              | 14,7 (58,5)                                                                              | 16,9 (62,4)                                                                              | 16,5 (61,7)                                                                              | 14,0 (57,2)                                                                              | 10,5 (50,9)                                                                              | 7,0 (44,6)                                                                               | 4,6 (40,3)                                                                               | 10,0 (50)                                                                                |
| Минимум, °C (°F)                                                                         | 1,9 (35,4)                                                                               | 1,7 (35,1)                                                                               | 3,3 (37,9)                                                                               | 4,8 (40,6)                                                                               | 7,5 (45,5)                                                                               | 10,5 (50,9)                                                                              | 12,7 (54,9)                                                                              | 12,4 (54,3)                                                                              | 10,3 (50,5)                                                                              | 7,5 (45,5)                                                                               | 4,5 (40,1)                                                                               | 2,3 (36,1)                                                                               | 6,6 (43,9)                                                                               |
| Апсолутни минимум, °C (°F)                                                               | −9,2 (15,4)                                                                              | −8,3 (17,1)                                                                              | −8,3 (17,1)                                                                              | −6,6 (20,1)                                                                              | −0,7 (30,7)                                                                              | 1,4 (34,5)                                                                               | 3,9 (39)                                                                                 | 4,2 (39,6)                                                                               | 1,9 (35,4)                                                                               | −4,1 (24,6)                                                                              | −7,2 (19)                                                                                | −9,1 (15,6)                                                                              | −9,2 (15,4)                                                                              |
| Количина падавина, mm (in)                                                               | 83,4 (3,283)                                                                             | 60,4 (2,378)                                                                             | 63,4 (2,496)                                                                             | 65,5 (2,579)                                                                             | 53,8 (2,118)                                                                             | 75,6 (2,976)                                                                             | 56,0 (2,205)                                                                             | 65,3 (2,571)                                                                             | 63,8 (2,512)                                                                             | 81,2 (3,197)                                                                             | 79,4 (3,126)                                                                             | 86,7 (3,413)                                                                             | 834,6 (32,858)                                                                           |
| Дани са кишом (≥ 1.0 mm)                                                                 | 13,4                                                                                     | 10,5                                                                                     | 12,3                                                                                     | 10,3                                                                                     | 9,6                                                                                      | 9,1                                                                                      | 9,2                                                                                      | 9,9                                                                                      | 8,9                                                                                      | 12,7                                                                                     | 12,6                                                                                     | 13,0                                                                                     | 131,6                                                                                    |
| Сунчани сати — месечни просек                                                            | 45,2                                                                                     | 68,3                                                                                     | 111,9                                                                                    | 144,0                                                                                    | 190,9                                                                                    | 179,5                                                                                    | 199,5                                                                                    | 185,0                                                                                    | 136,2                                                                                    | 90,7                                                                                     | 53,7                                                                                     | 40,0                                                                                     | 1.444,9                                                                                  |
| UV индекс                                                                                | 0                                                                                        | 1                                                                                        | 2                                                                                        | 4                                                                                        | 5                                                                                        | 6                                                                                        | 6                                                                                        | 5                                                                                        | 4                                                                                        | 2                                                                                        | 1                                                                                        | 0                                                                                        | 3                                                                                        |
| Извор #1: Met Office                                                                     |                                                                                          |                                                                                          |                                                                                          |                                                                                          |                                                                                          |                                                                                          |                                                                                          |                                                                                          |                                                                                          |                                                                                          |                                                                                          |                                                                                          |                                                                                          |
| Извор #2: KNMI and WeatherAtlas                                                          |                                                                                          |                                                                                          |                                                                                          |                                                                                          |                                                                                          |                                                                                          |                                                                                          |                                                                                          |                                                                                          |                                                                                          |                                                                                          |                                                                                          |                                                                                          |

Временска станица Вестон Парк, основана 1882. године, једна је од најстаријих временских станица у Уједињеном Краљевству. Она бележи време више од 125 година, а извештај из 2008. показао је да се клима Шефилда загрева брже него икад, с тим што су 1990. и 2006. биле најтоплије године у евиденцији. У сарадњи са Стокхолмским институтом за животну средину, Шефилд је развио отисак угљеника (на основу података о потрошњи из 2004/05) од 5,798,361 тона годишње. Ово се упоређује са укупним отиском угљеника у Великој Британији од 698,568,010 тона годишње. Фактори који имају највећи утицај су становање (34%), превоз (25%), потрошачи (11%), приватне услуге (9%), јавне услуге (8%), храна (8%) и капиталне инвестиције (5% ).). Градски одбор Шефилда потписало је кампању 10:10.

### Зелени појас
Шефилд се налази у оквиру зеленог појаса који се протеже на околне округе и има улогу  да смањи ширење урбаних подручја, спречи градове и подручја у урбанистичкој околини Шефилда од даљег приближавања, заштити идентитет одлазећих заједница, охрабри поновно коришћење Браунфилд локација  и сачува околна села. То се постиже ограничавањем непримереног уређења унутар одређених подручја и наметањем строжих услова за дозвољену градњу.  Главно градско подручје и већа села у општини изузети су од подручја зеленог појаса, али околна мања села, засеоци и рурална подручја су „обасути“ ознаком. Додатни циљ зеленог појаса је подстицање интереса за рекреацију и слободно време, на многим садржајима руралног пејзажа.

### Насеља
Шефилд се састоји од многих предграђа и насеља, од којих су се многа развила из села или засеока који су с растом града апсорбирани у Шефилд. Ове историјске области у великој мери игноришу модерне административне и политичке поделе града. Уместо тога он је подељено у 28 изборних јединица, а свака јединица углавном покрива 4–6 подручја. Ти изборни одбори групирани су у шест парламентарних изборних јединица. Шефилд је углавном нема парохије, али Бредфилд и Еклсфилд имају парохијске одборе а Стоксбриџ има градски одбор.

## Становништво
Попис становништва Уједињеног Краљевства 2001. године известио је да је број становника у Шефилду 513.234, што је пад од 2% у односу на попис из 1991. године. Град је део ширег урбаног подручја Шефилда, који има 640.720 становника. 
У 2011. години расни састав становништва Шефилда био је 84% белаца (81% Белих Британаца, 0,5% Белих Ираца, 0,1% Рома или Ирских путника, 2,3% Осталих Белих), 2,4% мешовите расе (1,0% бели и црни Карибијци, 0,2% бели и црни Африканци, 0,6% белци и Азијци, 0,6% остале мешовити), 8% азијских раса (1,1% индијске, 4% пакистанске, 0,6% бангладешке, 1,3% кинеске, 1,0% остале азијске), 3,6% црнци(2,1%) Африканци, 1% Карибијци, 0,5% Остали црнци), 1,5% Арапи и 0,7% друге етничке групе. У погледу религије, 53% становништва су хришћани, 6% је муслимани, 0,6% су хиндуисти, 0,4% будисти, 0,2% сики, 0,1% Јевреји, 0,4% припадају другој религији, 31% немају религију и 7% нису изразили своју религију. Највећа групу чине млади од 20 до 24 године (9%) због велике студентске популације.
Становништво Шефилда достигло је врхунац 1951. године са 577.050 и од тада континуирано опада. Међутим, процена становништва средином 2007. године била је 530.300, што представља повећање од око 17.000 становника од 2001. године
Иако је град, Шефилд је незванично познат као "највеће село у Енглеској",

 због комбинације топографске изолације и демографске стабилности. Релативно је географски изолован, одсечен је од других места обручима брда.
 Локални фолклор инсистира на томе да је, попут Рима, Шефилд изграђен "на седам брда". Земљиште око Шефилда било је неприкладно за индустријску употребу, и сада је укључено у неколико заштићених подручја зеленог појаса. 
 Ови топографски фактори су ограничили ширење урбаних подручја , резултирајући релативно стабилном величином становништва и ниским степеном мобилности.

## Економија
Након дугогодишњег пада,  економија у Шефилду пролази кроз снажан препород. Студија финансијског планирања Барклиз банке за 2004. годину открила је да је 2003. године округ Халам у Шефилду је био подручје највишег ранга изван Лондона по укупном богатству, а удео људи који зарађују преко 60.000 фунти годишње износи готово 12%. Истраживање агенције Најт Франк открило је да је Шефилд  град који се најбрже развијао изван Лондона, у потреби за уредским и стамбеним просторима и закупнини у другој половини 2004. године.То се може приметити у великом порасту преуређења, укључујући  Кула Ст. Пола и пратећу компанију Ст. Пол Плејс, Велосити Ливинг и Мур,  предстојећи НРК и Зимске баште, Баште Мира, Миленијумске галерије и многе пројекте завршене у оквиру агенције за преуређење Шефилд Ван. Економија Шефилда порасла је са 5,6 милијарди фунти у 1997. години на 9,2 милијарде фунти у 2007. години.
"Монитор градова у Великој Британији 2008"  уврстио је Шефилд међу првих десет "најбољих градова за отварање предузећа данас", треће и четврто место за најбољу локацију за канцеларију и најбољу локацију за call центар. Исти извештај ставља Шефилд на треће место по питању "зелене репутације" и на друго месту по доступности финансијских подстицаја.
Шефилд има међународну репутацију у металургији и производњи челика. Играјући кључну улогу у индустријској револуцији, град је у 18. веку постао индустријска сила, а назван је „челичним градом“. У Шефилду су направљене многе иновације на овим пољима, на пример, Бенџамин Хантсман је открио технику челичног лијева 1740-их у својој радионици у Хандсворту. Овај поступак је застарио 1856. године када је Хенри Бесемер изумео Бесемеров конвертор. Томас Боулсовер је изумео Шефилдову плочу (посребрени бакар) почетком 18. века.
Хари Брирли је изумео нерђајући челик 1912. године, чиме је масама донио приступачне прибор за јело. Рад Ф. Б. Пикеринга и Т. Гладмана током 1960-их, 1970-их и 1980-их био је од пресудног значаја за развој модерног нисколегираног челика високе чврстоће. Даље иновације се настављају, а Шефилдови универзитети и друге независне истраживачке организације у Адвансд Мануфактуринг Парку развијају нове напредне производне технологије и технике. Организације смештене на АМП укључују Адвансд Рисерч Мануфекторинг Центер (АМРЦ, истраживачко партнерство између компаније Боинг и Универзитета у Шефилду), Кастингс Технолоџи Интернашинал,  Велдинг Институт, Ролс-Ројс и Макларен аутомобили.
Форџемастерс, основан 1805. године, једина је преостала независна челичана на свету и доминира североисточно од Шефилда око долине Доњег Дона Фирма има глобалну репутацију за производњу највећих и најсложенијих челичних одливака и сертификована је за производњу критичних нуклеарних компоненти, са пројектима који  укључују и подморнице класе Астуте Краљевске ратне морнарице. Фирма такође има капацитет за изливање највећег појединачног ингота (570 тона) у Европи и тренутно је у процесу проширења својих могућности.
Иако су гвожђе и челик већ дуго главна индустрија Шефилда, вађење угља је такође била главна индустрија, посебно у удаљеним областима, а Вестминстерска палата у Лондону саграђена је коришћењем кречњака из каменолома у оближњем селу Анстон. Остала подручја запошљавања су кол центри, градски одбор, универзитете и болнице.
Шефилд је главни малопродајни центар, и дом је многих шопинг улица и робних кућа, као и дизајнерских бутика. Главна трговачка подручја у центру града су подручје Мура, Фаргејта, Трг воћњака и четврти Девоншире. Робне куће у центру града су Џон Луис, Маркс & Спенсер, Аткинсонс и Дебенхамс. Главна пијаца Шефилда некада је било Замак пијаца, саграђена изнад остатака дворца. Она је од тада срушена . Шефилд Мур пијаца отворена је 2013. године. Тржни центри изван центра града су тржни центар Медоувхол и малопродајне паркове, Еклсол пут, Лондон пут, Хилсбороу, Фирт Парк и трговачки центар Кристал Пикс. У истраживању предвиђених издатака у малопродајним центрима у Великој Британији за 2010. годину, Медоухол је на 12. месту, а Шефилд Сити Центар  на 19. месту.
Шефилд има систем даљинске енергије који искориштава градски отпад, спаљивањем и претварањем његове енергије у електричну енергију. Такође, обезбеђује топлу воду, која се дистрибуира кроз 40 километара цеви испод града, кроз две мреже. Ове мреже снабдевају топлотом и топлом водом многе зграде у целом граду. Ту спадају не само биоскопи, болнице, продавнице и канцеларије, већ и универзитети (Универзитет Шефилд Халам и Универзитет у Шефилду) и стамбене објекте. Енергија створена у постројењу за отпад ствара 60 мегавата топлотне енергије и до 19 мегавата електричне енергије из 225.000 тона отпада.
У 2012. години покренута је Шефилд Сити Регион предузетна зоне ради промоције развоја на многим локацијама у Шефилду и ширем региону. У марту 2014. зони су додате додатне локације.

## Саобраћај

### Национална и међународна путовања

#### Путни саобраћај
Шефилд је повезан са националном мрежом аутопутева преко аутопута М1 и М18. М1 пролази североисточно од града, повезујући Шефилд са Лондоном на југу и Лидсом на северу, а прелази Тинсли вијадукт у близини Ротерама.  М18 се одваја од аутопута М1 близу Шефилда, повезујући град са Донкастером, аеродромом Донкастер Шефилд и лукама Хамбер. подељени аутопут Парк Шефилд повезује центар града са аутопутевима.

#### Железнички саобраћај
Главне железничке руте са Железничке станице Шефилд су: Мидланд магистрална линија, која повезује град Лондон са Источним Мидландсом, Крос Кантри Рут који повезује исток Шкотске и североисток Енглеске са западним Мидландсом и југозападом, као и линије које повезују Ливерпул и Манчестер са Халом и Источном Англијом. Са довршетком преуређења лондонске станице Ст. Панкрас (сада Ст. Панкрас Интернашинал),Шефилд има директну везу с континенталном Европом. Компанија Источни Мидландс железница пружаја услуге до Ст. Панкрас Интернашинала и Евростар  до Француске и Белгије. Мастер Катлер је име путничког брзог воза који креће од железничке станице Шефилд  до лондонског Ст. Панкраса, и пружа директну везу са престоницом.
Планирано је да брза пруга Хај Спид 2 опслужује станицу  у Шефилду,  као грана на главној линији ХС2. Она би требало да буде оперативна до 2033. године, а водиће до Бирмингема, Лондона, Лидса и Њукасла. Станица ће  имати четири воза на сат, а време путовања до Лондона сведено је на 1 сат 19 минута а до Бирмингема на 48 минута.
Остале возове који опслужују Шефилд (осим возова Источног Мидленда) обезбеђују компаније КросКантри, ТрансПенин Експрес и Нортхерн. Поред главне железничке станице у Шефилду постоји још пет станица. Медоухол, аутобуска, железничка и трамвајска станица, друга је највећа станица и обухвата бројне услуге, укључујући међуградске услуге КросКантрија. Станице Дор и Тотли, Вудхаус, Чапелтаун и Дарнал служе као приградске станице за приградске заједнице, али су такође повезане са националном железничком мрежом.

#### Аутобуски саобраћај
Услугама аутобуског саобраћаја који пролази кроз Шефилд управља Национал Експрес и у мањој мери Мегабус, као део Сејџкоч групе. Национал Експрес врше услуге са аутобуских станица Шефилд Интерченџ, Медоухол Интерченџ  и  Медоухед. Мегабус врши услуге само на Медоухол аутобуској станици. Национал Експрес вози највише на линијама 564, 560, 350, 320, 310 и 240 које стају  у Шефилду, као и на другим на мање учесталој основи. Линија 560/564 је директна веза са аутобуском станицом Викторија у Лондону, преко Честерфилда и Милтон Кинза, и вози 12 пута дневно у оба смера. Линије 350 и 240 повезују Шефилд са аеродромом Манчестер и аеродромима Хитхров  и Гетвик. Две Мегабусове линије М12 и М20, стају у Шефилду на путу за Лондон из Њукасла на Тајну и Инвернеса.

#### Каналски саобраћај
Навигација по Шефилду и Јужном Јоркширу (S&SY) је систем унутрашњих пловних путева (канали и реке канала) у Јоркширу и Линколнширу. Углавном је заснован на реци Дон се дужином од 69 км и има 29 бродских преводница. Повезује Шефилд, Ротерам и Донкастер са реком Трент у Кидбију и (преко Њу џанкшн канала) са навигацијом Ер и Калдер.

#### Ваздушни саобраћај
По затварању аеродрома у граду Шефилду 2008. године, најближи међународни аеродром  је аеродром Донкастер Шефилд који се налази на 29 км од центра града. Ради на локацији бивше базе Финингли Краљевског ратног ваздухопловства . Отворен је 28. априла 2005. године и опслужују  углавном чартер и буџетне авиокомпаније. Превози око милион путника годишње.
Пут назван Велики јоркширски пут, повезује аеродром Донкастер Шефилд са аутопутем М18, смањујући време путовања из центра града Шефилда са 40 на 25 минута. Фаза 1, од М18 на чвору 3 до Великог северног пута А638, завршена је у фебруару 2016. Друга и последња фаза пројекта, који повезује А638 са Херст Лејном, завршена је у јуну 2018. Аеродром у Источном Мидландсу налази се на сат времена вожња од града, а аеродром Манчестер повезан је директним возом који креће из Шефилда сваки сат.

### Локална саобраћај
Путеви А57 и А61 су главни магистрални путеви кроз Шефилд. Они воде у правцу исток-запад и север-југ, укрштају се у центру града, одакле се други главни путеви надовезују. Унутрашња обилазница, углавном изграђена 1970-их и проширена је 2007. године како би формирала комплетан обруч, омогућава саобраћају да избегне центар града, а спољна обилазница води према истоку, југоистоку и северу, ближе ивици града, али не служи западној страни Шефилда.
Шефилд нема тако широку приградску и међуградску железничку мрежу као остали упоредиви британски градови. Међутим, постоји неколико локалних железничких праваца који се крећу дуж градских долина и шире, повезујући га са другим деловима Јужног Јоркшира, Западног Јоркшира, Нотингемшира, Линколншира и Дербишира. У локалне линије спадају Пенистон Лајн, Дарни Вали лајн, Хоуп Вали лајн  и Халам лајн. Поред главних станица у Шефилду и Медоухолу, постоји пет приградских станица, у Чапелтауну, Дарналу, Вудхаусу и Дор &Тотли.
Шефилдов Супертрам (није настао на претходним трамвајским путевима), којим управља Стејџкоуч, отворен је 1994. године, убрзо након сличне Метролинкове шеме у Манчестеру. Његова мрежа састоји се од 60 км стаза и четири линије, од Хафвеја до Малин моста (Плава линија), од Медоухола до Мидлвуда (Жута линија), од Медоухола до Хердингс Парка (Љубичаста линија) и трамвајски воз од катедрале до Ротерам Паркгејта (Црна линија). Све четири линије пролазе кроз центар града. Мрежа је функционисала као три линије годинама пре него што је 2018. године проширена на Ротерам Паркгејт, са флотом нових „трамвајских возова“ који дели заједничку железничку линију између Шефилда и Ротерама.
Супертрам служи као важна веза између подручја на североистоку Шефилда (Медоухол и Вали Центертејнмент) и центра града. Будући да њиме управља Стејџкоуч Груп, систем карата за Супертрам интегрисан је у Стејџкоуч аутобусе у Шефилду, што значи да путници могу прелазити између два начина превоза без потребе да купују засебну карту. Шефилдова локална аутобусна инфраструктура има своје главно чвориште на станици Шефилд Интерченџ. Остале аутобуске станицесу у Хафвеју, Хилсбороуу и Медоухолу. Велики број нових оператора појавио се након дерегулације 1986. године, иако је низ спајања смањио број. 
У Шефилду постоје бројни аутобуски превозници: Фирст Соут Јоркшир, Стејџкоуч Јоркшир, ТМ Травел, Халис из Баслова, Повелс, Г&Ј Хомс и Шефилд Комјунити Транспорт. Фирст Соут Јоркшир, постао је далеко највећи аутобусни превозник и последњих година је применио низ поскупљења и смањења услуга због којих је дошло до пада вожње аутобусом. Недавна дешавања су показала да Стејџкоуч Јоркшир преузима Јоркшир Териер, Ендрус и матичну компанију Јоркшир Тракшон, формирајући тако једну компанију  у процесу ширења аутобуских услуга у граду. То је резултирало повећаном конкуренцијом и падом цена на појединим рутама. Аутобуска линија са нултом тарифом, ФриБи (којом управља Фирст Соут Јоркшир), ишла је кружном рутом око центра града од станице Шефилд Интерченџ. Аутобуси ФриБи укинути су 2014. године и требало би да уштеде 8 милиона фунти.
Постоји такође и аутобуска линија Рапид Трансит Норт између Шефилда и Малтбија преко Ротхерама. У 2008. години регионални одбор за саобраћај Скупштине Јоркшира и Хумбера одобрио је план брзог аутобуског транзита  и постојали су планови за две руте; једна (северна рута) до Ротерама преко Медоухола и Темплбороа, а друга преко центра за запошљавање у развоју и Ваверлија. Траса између Шефилда и Малтбија одобрена је 2013. године, а изградња је започела у јануару 2014. године, и подразумевала је изградњу новог 800 м дугог Тинсли пута између Медоухола и пута А6178. Рута је отворена у септембру 2016. године.

#### Бициклизам
За бициклисте, иако брдовит, Шефилд је компактан и има неколико главних магистралних путева. Налази се на Транс-Пенин стази, националној бициклистичкој мрежи која води од запада ка истоку од Саутхпорта у Мерзисајду до Хорнсија на Источном Рајдинг Јоркширу и од севера ка југу од Лидса у Западном Јоркширу до Честерфилда у Дарбиширу. Много је бициклистичких стаза које се крећу сеоским стазама у шуми која окружује град, мада је врло мало бициклистичких стаза у самом граду.

## Образовање

### Универзитети и факултети
Шефилд има два универзитета, Универзитет у Шефилду и Универзитет Шефилд Халам. Њих два заједно сваке године доведу у град око 65.000 студената. Универзитет у Шефилду основан је 1897. године као Универзитетски колеџ Шефилд, а 1905. постао Универзитет у Шефилду.
Универзитет Шефилд Халам је универзитет на две локације у Шефилду. Градски кампус налази се у центру града, у непосредној близини железничке станице у Шефилду, а Колиџајт Кресент кампус удаљен је око две миље, поред пута Еклесол Роуд на југозападу Шефилда. Универзитет је трећи по величини у Великој Британији, са више од 37.000 студената (од којих је преко 4.000 међународних студената), 4.170 особља и 747 смерова. Историја универзитета Шефилд Халам потиче из 1843. године оснивање Шефилдске школе дизајна. Током 1960-их неколико се независних колеџа (укључујући и школу дизајна) удружило и постало Шефилдска Политехника (Шефилдска градска политехника од 1976) и коначно 1992 године преименована је у Универзитет Шефилд Халам.
Шефилд има три главне установе вишег образовања: Шефилд Колеџ, Лонгли Парк Сикст Форм Колеџ и Чапелтаун Академија. Шефилд Колеџ организован је на савезној основи и првобитно је створен спајањем шест колеџа у граду, сада сведено на само четири: Шефилд Сити (раније Касл) у близини центра града, Хилсбороу, северно од града и Нортон и Пикс на југу.

### Средње, основно и предшколско образовање
Постоји 137 основних школа, 26 средњих школа - од којих 11 има "Sixth Form": (Хај Сторс, Кинг Екгбертс, Кинг Едвард VII , Силвердејл, Медоухед, Таптон, УТК Шефилд Сити Центар, УТК Шефилд Олимпик Легаси Парк, Нотр Дам Католик Хај, Брадфилд и Ол Саинтс Катхолик Хај) и "Sixth Form" колеџ, Лонгли Парк Сикст Форм Колеџ . Међу пет градских независних приватних школа спадају  Биркејл школа и Средња школа Шефилд. Такође постоји 12 специјалних школа и низ интегрисаних ресурсних јединица у главним школама којима, заједно са свим осталим школама, управља Градски одбор Шефилда.  Све школе су неселективне, мешовите школе (осим Средње школе Шефилд, која је школа за  девојчице). Служба за образовање и бригу о деци Градског  одбора Шефилда управља са 32 јаслица и вртића у граду.

## Спорт
Шефилд има дуго спортско наслеђе. Колектив крикета 1857. године формирао је први светски званични фудбалски клуб, ФК Шефилд , и други светски ФК Халам, који је играо на најстаријем светском фудбалском стадиону у предграђу Кроспула. Шефилд и Халам су данас два главна не-лигашка тима из Шефилда, иако Шефилд сада игра ван града у оближњем Дронфилду, у Дарбиширу. Шефилд и Халам такмиче се у ономе што је постало познато као шефилдски дерби. До 1860. године у Шефилду је постојало 15 фудбалских клубова, при чему су се у граду одржавале прве аматерске лиге и такмичења у купу.
Шефилд је најпознатији по две професионалне фудбалске екипе, ФК Шефилд јунајтед, звани  Блејдс, и ФК Шефилд венздеј, који су добили надимак Сове. Јунајтед, који игра на Брамел Лејну јужно од центра града, такмичи се у Премијер лиги, а Венздеј, који игра на стадиону Хилсборо на северозападу града, такмиче се у фудбалска лига Чемпионшип. Два клуба се такмиче у Дербију челичног града, који многи сматрају једним од најоштријих фудбалских ривалства у енглеском фудбалу.
У предратно доба, и Венздеј и Јунајтед уживали су велики успех и били су међу најбољим клубовима у земљи. Шефилд венздеј,  је био првак Фудбалске лиге четири пута - 1902-03, 1903–04, 1928–29 и 1929–30, док је Шефилд јунајтед једном победио, 1897–98. Током 1970-их и раних 1980-их дватима су доживела пад, Венздеј се до средине 70-их нашао у Трећој дивизији, а Јунајтед у Четвртој дивизију 1981. године. Венздеј је поново постао један од  најјачих енглеских клубова након промоције назад у Прву дивизију 1984. године, освојио је Лига куп 1991. године, такмичио се у Куп УЕФА од 1992. до 1993. године и стигао до финала и Лига купа и ФА купа у истој сезони.

Јунајтед и Венздеј су били чланови оснивачи Премијер лиге 1992. године, али су Блејдси потиснути 1994. године. Сове су остале до 2000. Оба клуба су у 21. веку пала, Венздеј је два пута прелазио у Прву фудбалску лигу Енглеске , а Јунајтед  исто у 2011. години, упркос краткомуспеху у Премијер лиги у периоду 2006–07. Нови власник Шефилд Венздеја  Дејпхон Чансири циља на повратак у Премиер лигу, што је тренутно резултирало две неуспешне плеј-оф кампање, али је повећало углед лиге.
Јунајтед је промовисан у Премијер лигу 2019. године под менаџером Крисом Вилдером, запањујући пораст с обзиром на њихов статус у Лиги 1 само две сезоне раније. Упркос томе што их је отписала већина фудбалских радника и што су проглашени фаворитима за испадање из Премијер лиге, Јунајтед је премашио очекивања и већину сезоне провео у горњој половини табеле.
Шелфилд је био место најсмртоносније катастрофе на спортском терену у Великој Британији, трагедија на Хилсбороу 1989. године, када је 96 присталица Ливерпула погинуло због пренатрпаности и рушења трибина током полуфинала ФА купа на месту одржавања.
ФК Ротерам јунајтед, који игра у Лиги 1, играо је своје домаће утакмице на Шефилдовом стадиону Дон Вали између 2008. и 2012. године,  након спора са њиховим претходним станодавцем на њиховом традиционалном домаћем терену у Милмуру, Ротераму. Међутим, у јулу 2012. године, клуб се преселио на нови стадион Њујорку у Ротерхаму са 12.000 места . Ту су и објекти за голф, пењање и куглање, као и новоотворена национална арена за клизање (IceSheffield).
Шефилд орлови  РЛФК је градски професионални тим рагби лиге који игра своје мечеве на Овлертон стадиону. Тренутно играју у другом нивоу професионалне лиге (RFL Championship)  и актуелни су шампиони, након што су 2012. и 2013. освојили титулу. Њихов најуспешнији тренутак је 1998. године, када су победили Виган у финалу Чаленџ Купа. Тим су тада погодила лоша времена до реформе 2003.године. Од тада играју своје рагби у Чампионшипу (други ниво). У 2011. години доигравање су завршили на петом месту. Они су се пласирали у велико финале, победивши Леј, који су били велики фаворити у полуфиналу. У финалу их је победио Федерстон Роверс. Шефилд се такође борио за град домаћина Светског првенства у рагби лиги 2013, али њихова понуда није била прихваћена.
Шефилд  је такође дом хокејашког тима Шефилд Стилерс који игра у Шефилд Арени са 8.500 седишта. Они играју са 10 екипа у професионалној Елит лиги хокеја на леду. Станли кап, Националне хокејашке лиге направљен је у Шефилду 1892. године. Шефилд је такође дом Шефилд Стил Ролергирлс, женске екипе дербија на ролшуама.
Многи од Шефилдових спортских објеката саграђени су за Универзијаду, којој је град био домаћин 1991. године. Међу те објекте спадају Шефилд Арена и међународни ронилачки и пливачки комплекс Пондс Форџ. Пондс Форџ је такође су дом пливачког клуба Шефилд Сити, локалног пливачког клуба који се такмичи у Спидо лиги. Некадашњи међународни атлетски стадион Дон Вали, некада највећи атлетски стадион у Великој Британији, такође је изграђен за Универзијаду.
Скијалиште Шефилд је било највеће вештачко скијалиште у Европи, пре него што је уништено у низу сумњивих пожара 2012. и 2013. године.  Град такође има три затворена пењачка центра и дом је значајне заједнице професионалних пењача, укључујући  најуспешнију британску такмичарку Шону Кокси. Шефилд је био први Национални град спорта у Великој Британији, а сада је дом Енглеског института за спорт - Шефилд, у ком су британски спортисти тренирали за Олимпијске игре 2012. године.
Шефилд такође има блиске везе са снукером, с Градским позориштем Крусебл као местом одржавања Светског првенства у снукеру. Енглески институт за спорт домаћин је већине најбољих такмичења у мачевању сваке године, укључујући Државно првенство за сениоре, јуниоре (У20) и кадете (У17), као и Сениорско европско првенство у мачевању 2011. године. У граду се сваке године одржава и енглески сквош опен. Међународни турнири куглања на трави одржавају су у Пондс Форџу. Град такође има рагби јунион тим Шефилд Тајгерс, кошаркашки тим Шефилд Шаркс, амерички фудбалски тим Шефилд Џајантс, хокеј на трави  Шефилд Јуниверсити Банкерс, хокеј на леду Шефилд Стилерс и мотоциклистички тим Шефилд Тајгерс. Шефилд такође има мноштво голф терена широм града.
Фудбалски савез Енглеске је изабрао Шефилд за град-кандидат као део понуде за ФИФА Светски куп за 2018. и 2022. 16. децембра 2009. године.Стадион Хилсборо изабран је као предложено место за мечеве у Шефилду. Понуда није успела.
Шефилд је био домаћин завршнице 2. фазе Тур де Франса 2014. године. У граду на само 4 километра од циља, био је девети и последњи успон етапе, пут категорије 4 Côte de Jenkin Road. Једну етапу такмичењу Краљ планина освојио је Крис Фрум из екипе Скај. Успон је био дугачак само 0,8 километара , при просечном нагибу од 10,8%. Фазу је освојио  укупни победник, Винченцо Нибали из Астана Про Тима.

## Култура и атракције
Шефилд је ушао у ужи избор за први град који је проглашен Градом културе УК, али у јулу 2010. објављено је да је изабран Дери.

### Атракције
Шефилдска стаза славних у центру града одаје почаст славним становницима Шефилда из прошлости и садашњости на сличан начин као у холивудској верзији. Шефилд је такође имао сопствено Ферисов точак познат под називом Шефилдски точак, које се налазио у трговачком насељу Фаргејт. Точак је демонтиран у октобру 2010. године и премештен у лондонски Хајд парк. Градска фарма Хили и Грејвс Парк су две Шефилдове фарме животиња, које су у потпуности отворене за јавност. Шефилд такође има и зоолошки врт, Тропску кућу лептира и Центар за дивљину и соколарство.
У Шефилду се налази око 1.100 грађевина на листи споменика културе (укључујући читав шефилдски поштански број). Од тога, само пет на листи I  разреда (од изузетног значаја). Шездесет седам је II* разреда, али велика већина је наведена као II разред. У поређењу са другим енглеским градовима, Шефилд има мало зграда са највишом оценом  I  разреда. Ливерпул, на пример, има 26 зграда које су на списку  I  разреда. Оваква ситуација навела је познатог историчара архитектуре Николауса Певснера, да 1959. године, напише  коментар да је град био „архитектонски бедно разочарање“, без икаквих изузетних грађевина пре 19. века. Насупрот томе, у новембру 2007. године, Шефилдове баште, Башта Мира и Зимска башта победили су лондонску Јужну обалу и добили награду  „Одлично место“ Краљевског института британских архитекта , као „изванредан пример како се градови могу побољшати, и направити урбане просторе који су привлачни и приступачни." У лето 2016. године одржао се јавни уметнички догађај широм града, назван Стадо Шефилда, који је сакупио 410.000 фунти за дечију болницу у Шефилду.

### Музика
Шефилд је дом неколико познатих бендова и музичара, са знатним бројем синт поп и других електронских бендова који потичу из града. Ту се убрајају  The Human League, Heaven 17, ABC и индустријски наклоњени Cabaret Voltaire & Clock DVA. Ова електронска традиција се наставља: музички издавач техно музике Warp Records био је централни стуб сцене Јоркширске техно сцене раних деведесетих година прошлог века и постао је један од најстаријих и најомиљенијих издавача музике у Великој Британији. У новије време су у граду настали и други популарни жанрови електронске музике, попут баслајн хауса. Шефилд је некада био дом многим историјски важним ноћним клубовима на сцени ране плесне музике 1980-их и 1990-их. Гејтчестер  је био један од најпопуларнијих клубова на северу Енглеске до пожара 18. јуна 2007. године.
Бројни музичари, међу којима су Џо Кокер, Деф Лепард Arctic Monkeys, Bring Me the Horizon, Rolo Tomassi, While She Sleeps, Pulp and Moloko, потичу из града Инди бенд The Long Blondes такође потиче из града, као део онога што је часопис New Musical Expresse  назвао Њу Јоркшир сценом.
У граду 1999. године  је отворен Национални центар за популарну музику, музеј посвећен теми популарне музике. Међутим, није био тако успешан као што се надало, и касније је постао место живе музике, затим, у фебруару 2005. године, необична зграда прекривена челиком,  постала је студентски савез Универзитета Шефилд Халам. Места у граду где се изводи музика  су Харли Хотел,, Leadmill, Maggie Mays, West Street Live, the Boardwalk, Dove & Rainbow, The Greystones, The Casbah, The Cremorne, Corporation, New Barrack Tavern, Бродфилд Хотел, Редстоне бар и ноћни клуб , Градска скупштина, Савез студената Универзитета у Шефилду, Студио театар у Позоришту Крусибл, Шефилд академија О2 и The Grapes.
Шефилд је домаћин бројних фестивала, Грин Уп Норт Шефилд Фестивал комедије, Сенсорија музички & филмски фестивал и Трамлајнс фестивал. Трамлајнс фестивал покренут је као годишњи музички фестивал 2009. године, одржава се у парку Хилсбороу (главна позорница) и на местима широм Шефилд Сити Центра, а представљају домаће и националне извођаче.
Град је дом више локалних оркестара и хорова, као што су Шефилдски симфонијски оркестар, Шефилдска Филхармонија, Шефилдски камерни оркестар, Омладински оркестар града Шефилда, Филхармонијски хор и  УК хор. Такође је дом Музике у колу, добротворне организације која слижи за промоцију камерне музике, која за себе каже да је највећи промотер камерне музике изван Лондона.

### Позоришта
Шефилд има два велика позоришта, Лицеум театар и Позориште Крусибл, који заједно са мањим Студио театром чине највећи позоришни комплекс ван Лондона, смештен на тргу Тјудор. Позориште Крусибл је дом (од 1977) Светског првенства у снукеру и домаћин је многих познатих сценских продукција током целе године. Лицеум, који је отворен 1897. године, служи као место за турнеју Вест Енд продукција и опера Опере Норт, као и за локалне продукције. У Шефилду се налази и Позориште Монтгомери, мало позориште од 420 седишта које се налази мало даље од трга Тјудор, насупрот градске скупштине у улици Сари. Постоји и велики број мањих аматерских позоришта разбацаних по граду.

### Музеји
Шефилдским музејима управљају две различите организације. Музеји Шефилда управљају  Музејом Вестон Парк, Миленијум  галеријама и Уметничком галеријом Грејвс. Шефилд Индустриал музејски фонд  управља музејима посвећеним Шефилсдовим индустријским наслеђима, којих има три. Музеј острва Келхам (налази се северно од центра града) приказује историју градске производње челика. Абидејл Индустриал Хамлет (на југу града) је зграда из  I разреда и културни споменик од изузетног значаја. Пастирско коло (на југоистоку града) је некадашња воденица наведена је као културни споменик  II  разреда. Такође постоје и Архив Шефилда.

### Зелени простор
Шефилд има репутацију као град са 4,5 милиона стабала, и описан је као најзеленији град у Европи, упркос великом броју оборених стабала због изградње аутопута који се дешавају широм града од 2012. године. Много је паркова и шума широм града и шире. Садржи више од 250 паркова, шума и вртова, а у самом Шефилду се налази око 78 јавних паркова и 10 јавних вртова, укључујући 83 парка са управљањем (13 градских паркова, 20 паркова „округа“ и 50 „локалних“ паркова) у целом граду. У категорију градских паркова укључене су 3 од 6 јавних вртова Шефилда (Шефилдова Ботаничка башта, Башта Мира и Хилсбороу зидани вртови, а Шефилдова Зимска башта, Бочиф башта и Линвуд башта су засебне целине).
Ботаничка башта у Шефилду заузима 19 хектара југозападно од центра града и датира из 1836. године. На овом месту је велики стакленик из викторијанске ере, на листи споменика културе II разреда. Башта Мира се налазе поред Градске скупштине и чине део пројекта Срце града, и заузима површину од 0,67 хектара у центру града. На месту доминирају његове водене карактеристике, а главна међу њима је Фонтана Гудвин. Састоји се од 89 појединачних млазница воде, и лежи на углу Баште Мира у четвртини круга и добила је име по Стјуарту Гудвину, угледном индустријалцу из Шефилда. Од преуређења 1998. године, Баште мира су добиле низ регионалних и националних признања. Хилсбороу зидани вртови налази се у парку Хилсбороу, на северозападу града. Вртови датирају из 1779. године и били су посвећени жртвама катастрофе у Хилсбороу од преуређења вртова почетком деведесетих. Зимска башта, која се налази у срцу града, велики је стаклена башта са дрвеним оквиром, у којој је смештено око 2500 биљака из целог света.
Такође у граду се налази низ природних резервата који у комбинацији заједно заузимају 1.600 хектара (6,5 km²) земље. У граду се налази и 170 шумских подручја од којих је 80 класификовано као древне.
Југозападна граница града преклапа се са Националним парком Пик Дистрикт, првим националним парком у Енглеској (1951). Као последица тога, неколико заједница заправо живи у оба ентитета. Пик Дистрикт има многих значајних, природних својстава, а такође и карактеристика које је створио човек, као што је кућа Чатсворт, поставка за ББС серију Понос и предрасуде.
Градски одбор Шефилда створио је нови ланац паркова који се протежу низ обронке иза Железничке станице Шефилд. Парк, познат под називом Шиф Вали Парк, има амфитеатар на отвореном а укључиваће и арборетум. На овом локалитету некада је био средњовековни парк јелена, који је касније био у власништву војводе од Норфолка.

### Забава
Шефилд има шест биоскопских комплекса, од којих су четири у центру града, а још два у долини реке Дон. Један од ових комплекса смештен је у Вали Центертејнменту, комплексу за забаву у долини реке Дон. Саграђен је на земљишту које су раније заузимале челичане у близини Медоухола и Шефилд Арене. У њему се налазе неколико ресторана, барова, биоскоп мултиплекс и куглана. То је уједно и највећи комплекс Синеворлда у Великој Британији, са 20 екрана у једној згради. Одеон Шефилд, смештен на Арундел капији у центру града и Ву, смештен у оквиру Тржни центар Медоухол, су два главна градска биоскопа. Шоурум, независни биоскоп који приказује вансезонске продукције, налази се на тргу Шиф, у близини станице Шефилд. Читатељи Гардијана 2002. године, прогласили су Шоурум за најбољи независни биоскоп у земљи. Комплекс Курзон Синемас смештен је у згради некадашње компаније Шефилд Банкинг Компани, која се налази непосредно поред Арунделове капије. Биоскоп садржи пројекторе 4К резолуције и отворен је у јануару 2015. године. Најновији Шефилдов биоскоп, Светло, отворен је 2018. године.
Шефилд има напредну сцену поезије и говорне речи: од догађаја Вордлајфа по целом граду до дела аутора Шефилда; од живописне месечне уметничке ноћи Стихови су важни у Позоришту Мур до дугогодишњег рада Поетског бизниса, увек постоје могућности да нови и искусни писци пишу и поделе своје радове.
Захваљујући својој дугој историји, Шефилд има велики број пабова широм града. Вест Стрит, пролази срцем четврти града Вест Енда, и садржи многих пабова, барова и клубова и привлачи много посетилаца. Недавни додатак ноћном животу града је Трг Леополд, смештен тик уз северни крај Вест Стрита. Аграх, индијски ресторан на тргу у којем се служи кашмирска кухиња, недавно је проглашен за "најбољу групу ресторана у Великој Британији" на престижним британским наградама Кури.

### Медији и филм
Шефилд има двоје комерцијалних новина, The Star  и Sheffield Telegraph , и  обе објављује Johnston Press PLC. The Star  излази свакодневно од 1897, а Sheffield Telegraph, је сада недељно издање, настао је 1855. године.
Шефилд има своју ТВ станицу Sheffield Live TV. То је непрофитна компанија која је почела са емитовањем 23. септембра 2014. SLTV добио је 12-годишњу лиценцу за пружање услуга земаљског дигиталног емитовања. Регионални емитери ББС Јоркшира и Јоркшир Телевизије такође покривају град. Пет локалних радио станица емитују се у граду. Професионалне услуге пружају и ББС Радио Шефилда, независни Халам ФМ и његова сестринска станица Највећи хитови Јужног Јоркшира. У Шефилду су такође две радио станице са лиценцом за ФМ: Шефилд Лајв 93.2 и Бурнгрив Комјунити Радио на 103.1.
Болнички радио у Шефилду  емитује 24-часовну услугу у болницама Краљевском Халамсширу, Џесоп Вингу, Нортерн Џенерал и Вестон Парк Хоспитал, а такође нуди посебну услугу пацијентима. Добротворном организацијом управљају волонтери из студија у болници Ројал Халамшире, а бесплатно су емитује на терминалима преко Хоспедија и средњег таласа у 1431am од предајника у северној општој болници.
Филмови и представе До голе коже,Threads, Looks and Smiles, When Saturday Comes, Whatever Happened to Harold Smith?, The History Boys   и Четири лава се снимљени у граду. F.I.S.T., Kill List, '71 и The Princess Bride  такође имају неколико сцена снимљених у Шефилду, а значајан део филма Међу дивовима је снимљен у граду. Фестивал документарног филма Шефилд Док / Фест одржава се сваке године од 1994. године у биоскопу Шоурум, а 2007. године Шефилд је био домаћин доделе награда Међународне индијске филмске академије. Серија Доктор Ху из 2018. године, снимана је на имању Парк Хил и другим локацијама у Шефилда, премијерно је емитована у Шефилду.

### Народна култура
Шефилд има успешну народну музику, песму и плесну заједницу. Певања и музичке сесије се одржавају сваке недеље у многим пабовима у граду, а одржава се и годишњи Шефилд Сешенс Фестивал. Универзитет у Шефилду организује низ курсева и истраживачких пројеката посвећених народној култури.
У граду и даље живи традиција певања божићних песама у пабовима. Шефилдске божићне песме, како су локално познате, настале су пре више од једног века од  модерних песма и певале се алтернативним речима и стиховима.  Иако постоји више песама које се певају на већини места, свако место има своју посебну мини традицију. Репертоар на два оближња места може увелико варирати и јао онима који покушавају  „страну“ мелодији. Неки певају  без пратње, неки имају клавир или оргуље, на једном месту је флип-чарт са речима, гудачки квартет (квинтет, секстет, септет) прати певање на другом, неки охрабрују солисте, други се држе учешћа публике, дувачки оркестар свира на одређеним догађајима, хор на другом. Сматра се да је ова традиција сада јединствена у Британији.
Град има тринаест плесних група морис плеса - што је највећа концентрација група овог народног плеса у земљи. У граду су заступљени скоро сви облици овог плеса, укључујући Котсволд (Five Rivers Morris, Pecsaetan Morris, Harthill Morris, Lord Conyer's Morris Men, Sheffield City Morris, William Morris),бордер (Boggart's Breakfast), Норт вест (Yorkshire Chandelier, Silkstone Greens, Lizzie Dripping), рапер (Sheffield Steel Rapper) и Јоркшир Лонгсворд.

## Јавне службе
Шефилд води полиција Јужног Јоркшира (територијалне снаге полиције) чије је седиште у граду. Шефилд представља један од своја четири округа (Барнсли, Донкастер и Ротерам су остала три). Шефилдска  полиција покрива површину од око 1.554 квадратна километра и 13. је највећа сила у Енглеској, Велсу и Северној Ирској.
Медицинске услуге у Шефилду пружају три NHS (National Health Service) фонда. Шефилд универзитетска болница НХС Фонд пружа здравствену заштиту људима (првенствено одраслим особама) широм Шефилда и Јужног Јоркшира. Овај фонд предузима обуку студената медицине са Универзитета у Шефилду и има снажне везе са Универзитетом Шефилд Халам. Фонд има два кампуса: Западни кампус који садржи Краљевску болницу Халамшире, крило Џесоп (акушерство), болницу Вестон Парк (специјално лечење рака) и стоматолошку болницу Чарлс Клифорд. Северна општа болница је други кампус и велики је објекат у северном предграђу Шефилда, а садржи градско одељење за истраживање и развој. Шефилд дечији НХС Фонд пружа здравствену заштиту за децу у граду Шефилду у Јужном Јоркширу и Великој Британији у целини.
Шефилд здравље и социјална нега  NHS фонд  пружа услуге менталног здравља, услуге особама са сметњама у учењу, услуге злоупотребе супстанци, дугорочно неуролошка стања, као и конзорцијум лекара опште праксе.  Универзитет у Шефилду је развио Шефилд Институт за моторну неуронску болест (познат и као Шефилд институт за транслацијску неурознаност - SITraN).
Хитну помоћ обезбеђује Јоркшир служба хитне помоћи, која је сама по себи NHS фонд. Ватрогасне услуге у Шефилду пружа служба ватрогасне и спасилачке службе јужног Јоркшира. У сврху гашења пожара и спасавања, Шефилд је подељен на источна и западна одељења.
Услуге одношења кућног отпада у Шефилду пружају Веолија службе за заштиту животне средине на основу уговора у име Одбора. Зграде у власништву Одбора одржава Кир Груп Шефилд у партнерству са Одбором.

## Партнерски градови
Међународни одбор за повезивање Шефилда промовише Шефилд у иностранству, посебно са пет сестринских градова:
- Бохум
- Доњецк
- Ченгду
- Аншан
- Estelí

Још четири града имају Споразум о пријатељству са Шефилдом:
- Кавасаки
- Питсбург — оба града производе челик, и познати су  као „челични градови“
- Котли
- Китве

Два пута у Шефилду добила су име по сестринским градовима. Део А6102 у Нортону носи назив Бохум Парквеј, а пут у Хакенторпу назван је Доњецк пут. Исто тако у Бохуму у Немачкој постоји главни пут који се зове Шефилд-Ринг.